# 시디부지드 전투
시디부지드 전투는 1943년 2월 14일부터 1943년 2월 17일까지 튀니지 시디부지드에서 일어난 제2차 세계 대전의 튀니지 전역의 전투이다.
이 전투는 독일이 봄바람 작전을 시작해 튀니지 서부에서 미국에 대한 공격적인 방어 활동으로 계획되었으며 두 갈래에 걸쳐 진행되었다. 로이드 프레덴덜이 이끄는 미국의 육군 2군단, 한스위르겐 폰 아르님이 이끄는 제5기갑군의 제10기갑사단, 제21기갑사단이 참전했다. 이 전투가 추축국의 승리로 끝나면서 추축국은 튀니지 중부에 위치한 전략적 요충지인 스베이틀라를 탈환했다. 롬멜은 카세린 협곡에서 미군의 보급선을 공격해 끊어버리기로 결정했다.

## 전투
1월 30일 독일, 이탈리아군이 파이드를 점령하고 2월 14일 독일군은 시디부지드에 주둔중인 미군을 공격하기 시작했다. 2월 15일 CCC(C전투사령부)가 반격을 시도 했지만 실패 했고 많은 사상자가 발생하여 중형전차 46대 차량 130대 자주포 9대가 손상 및 파괴 되었다.2월 16일 독일군이 시디 부지드와 스베이틀라를 점령 했지만 영국군의 제8군이 튀니지에 진입했다. 2월 17일 미군은 카세린으로 후퇴했다.

## 미군의 패배 원인
로이드 프레덴덜은 1월 30일 프랑스군들이 파이드에서 독일군 사이에 교전을 벌이는 동안 늑장 대응 했고 시디 부지드에서 배치 및 방어 가 미흡상태였고 실전 경험이 부족 했기 때문에 패배의 원인이 되었다.

## 전투 서열

### 연합군
- 제2군단- 로이드 프레덴덜 소장 (미국)
  - 제1기갑사단- 올랜도 워드 소장 (미국)
    - 1기갑연대
      - 2대대(C 전투사령부 소속)
      - 3대대(A 전투사령부 소속)

    - 6기갑연대 1대대(A 전투사령부 소속)

  - 미국 34 보병사단
    - 168연대전투단 - 토마스 드레이크 대령
      - 2대대
      - 3대대

### 추축군
- 제5기갑군 - 한스위르겐 폰 아르님 상급대장 (나치 독일)
  - 제10기갑사단
    - 라이만 전투단(Kampfgruppe Reimann)
      - 1중대(501중전차대대 소속)
      - 86기갑척탄병연대 1대대

    - 게르하르트 전투단(Kampfgruppe Gerhardt)
      - 7기갑연대 2대대
      - 69기갑척탄병연대 2대대

  - 제21기갑사단
    - 쉬테 전투단(Kampfgruppe Schuette)
      - 104기갑척탄병연대

    - 슈텐코프 전투단(Kampfgruppe Stenkhoff)
      - 5기갑연대